# Zweite Schlacht am Piave
1915

1. Isonzo – 2. Isonzo – Erste Dolomitenoffensive – Zweite Dolomitenoffensive – 3. Isonzo – 4. Isonzo – Lavarone (1915–1916)
1916

5. Isonzo – Südtiroloffensive – 6. Isonzo (Doberdo) – 7. Isonzo – 8. Isonzo – 9. Isonzo – 
Lawinenkatastrophe
1917

10. Isonzo – Ortigara – 11. Isonzo – 12. Isonzo – Pozzuolo – Monte Grappa
1918

Piave – San Matteo – Vittorio Veneto
Die zweite Schlacht am Piave (italienisch Seconda battaglia del Piave oder in Anlehnung an die Sonnenwende Battaglia del Solstizio) vom 15. bis zum 22. Juni 1918 bezeichnet den letzten Großangriff der österreichisch-ungarischen Armee und war auch der letzte Versuch der Donaumonarchie, den Krieg gegen Italien siegreich zu beenden. Die großangelegte Offensive, die anfangs offiziell Junischlacht in Venetien benannt werden sollte, wurde jedoch ein völliger Fehlschlag. Nach der Schlacht befanden sich die italienischen ebenso wie die österreichisch-ungarischen Truppen wieder in ihren Ausgangsstellungen.

## Vorgeschichte

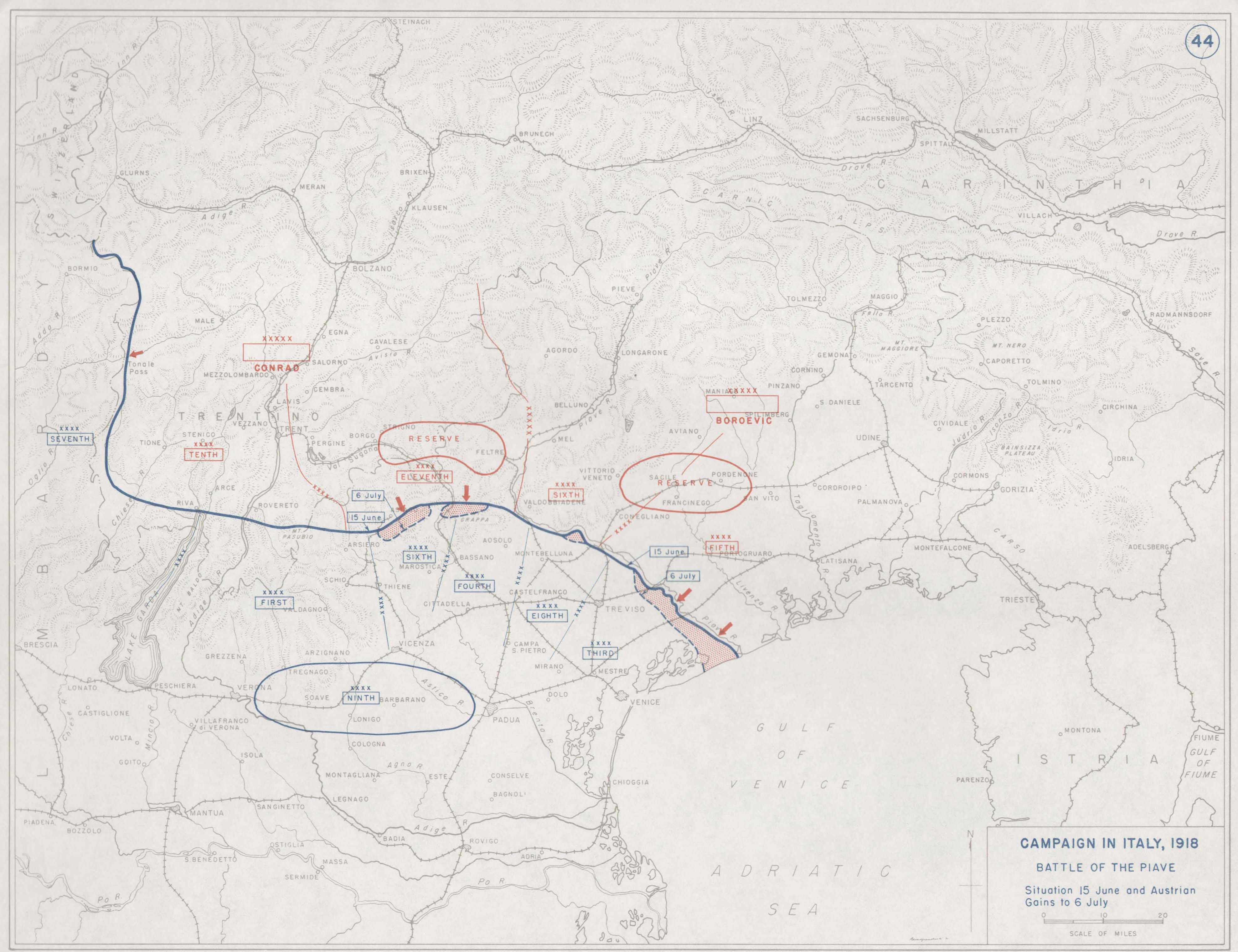
Frontlinien in Südtirol und am Piave

Das Königreich Italien hatte sich bis Februar 1918 von der Niederlage in der Zwölften Isonzoschlacht bereits vollständig erholt. Im März 1918 war die italienische Armee bereits wieder auf 54 Divisionen angewachsen und durch mehrere alliierte Verbände (3 britische und 2 französische Divisionen) verstärkt. Die neue Front zog sich vom Stilfser Joch durch das Hochgebirge nach Süden zum Gardasee, vom Pasubio nach Osten über die Hochfläche der Sieben Gemeinden zum Grappa-Massiv bei Belluno, von dort zum Piave und entlang des Flusses bis zu seiner Einmündung in die Adria. Im österreichisch-ungarischen Generalstab gab es eine starke Partei, welche glaubte, die im November 1917 festgelaufene Offensive fortsetzen zu müssen, um den Sieg zu erringen. Nachdem an der Ostfront der Krieg durch den Friedensschluss mit Russland als beendet betrachtet werden konnte, versuchte man die freigewordenen Kräfte gegen Italien einzusetzen. An der Front in Italien standen beim Angriffsbeginn den 48 österreichisch-ungarischen Divisionen 44 italienische, drei britische, zwei französische und die aus Deserteuren der österreichisch-ungarischen Streitkräfte aufgestellte tschechoslowakische Legion gegenüber. Bei den Österreichern war der Geschützbedarf an Munition knapp, die Soldaten waren seit Monaten unterernährt und auch die Ausstattung mit Bekleidung war unzureichend.

## Reorganisation des italienischen Heeres

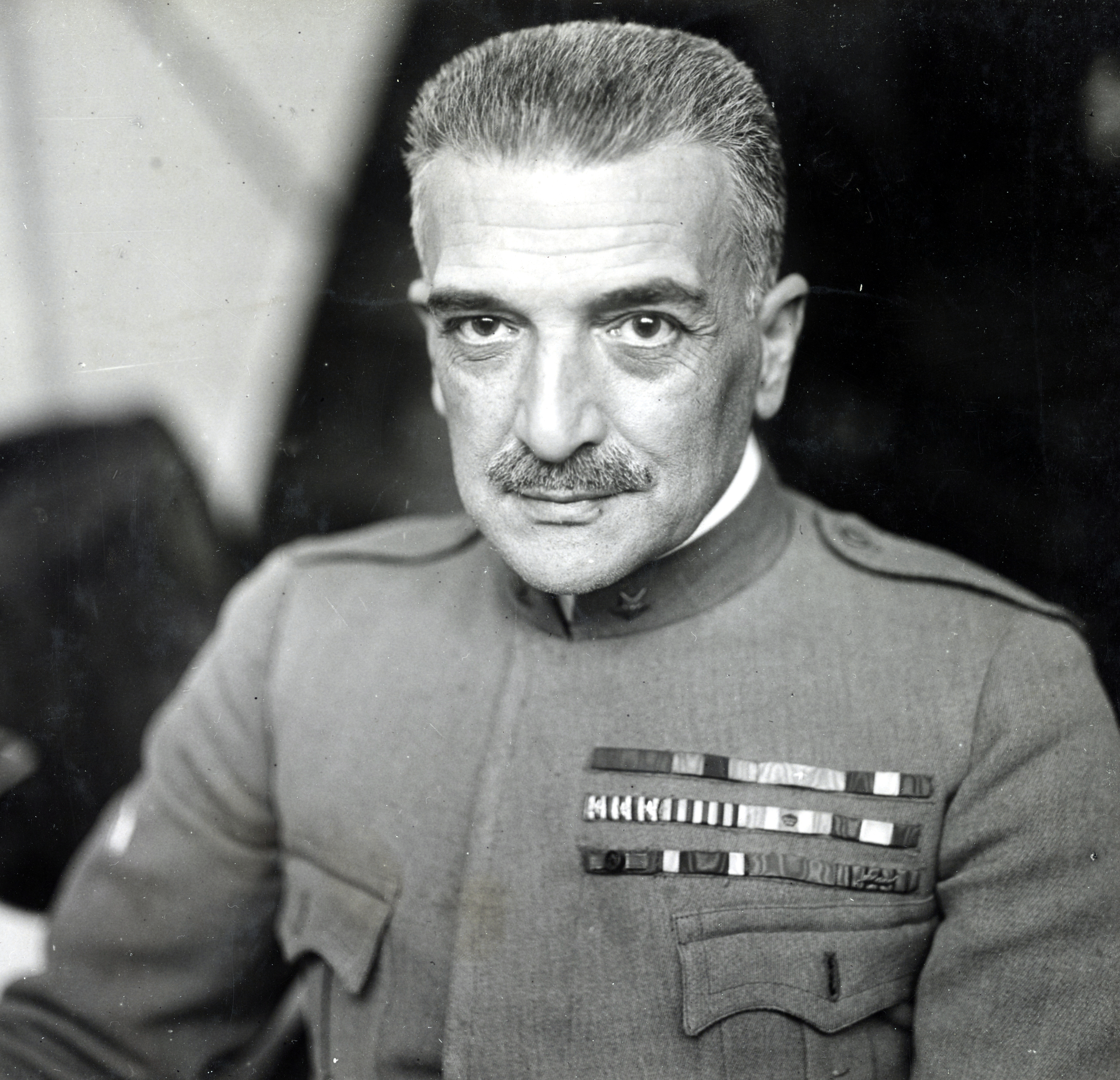
Armando Diaz

Der Nachfolger Cadornas, der neue Generalstabschef General Armando Diaz, hatte durch mehrere kleinere Kommandounternehmungen das verloren gegangene Vertrauen der Truppen wieder gewonnen. Die italienische Rüstungsproduktion leistete derweil Gewaltiges, dem Heer standen zu Beginn der österreichischen Offensive insgesamt 6.294 Geschütze zur Verfügung. Durch ausgedehnte zusätzliche Materiallieferungen durch die Entente waren die gut genährten, mit Lastkraftkolonnen reichlich ausgestatteten Italiener dem ausgemergelten Gegner in materieller Hinsicht weit überlegen. Nach dem Plan der westlichen Verbündeten sollte Italien am 30. Mai seine Offensive gegen die Österreicher beginnen, um die seit Ende März durch die deutsche Frühjahrsoffensive bedrohte Westfront zu entlasten. Diaz hatte jedoch durch seine Aufklärung sichere Nachricht von einem österreichischen Großangriff erhalten und entschloss sich daher auf die eigene Offensive zu verzichten und den Gegner an der Piave und auf der Hochfläche der Sieben Gemeinden gut ausgestattet zu erwarten.
Im Winter von 1917/18 hatten die Italiener ihre gesamte Armeeorganisation neu organisiert, die bereits im November stark angelegten Verteidigungsstellungen waren zu sehr starken tiefen Abwehrzonen ausgebaut worden. Ein dicht angelegtes Kommunikationsnetz hinter den Linien gestattete zügiger Truppenrochaden fast beliebig starker Reserven an allen Brennpunkten der Front mit Hilfe der vorhandenen Autokolonnen. So konnten bis zu vier Divisionen binnen vier bis acht Stunden wahlweise an die Gebirgsfront im Belluno oder an den Piave verbracht werden. Zehn Divisionen (Hauptreserve) konnten mit eigens bereitgestellten Kraftwagen oder mit der Eisenbahn innerhalb von vier bis sechs Tagen an jeden Frontabschnitt gebracht werden.
Am 1. Juni tagte das Große Hauptquartier der Italiener in Abano. General Diaz und sein Stellvertreter General Badoglio wiesen dabei auf die erkannte gegnerische Offensive hin, den Armeeführern wurde dabei besonders die notwendige Erhaltung starker Reserven im Hinterland klargemacht. Die Hauptreserve (9. Armee) wurde jetzt näher an die erkannten Hauptangriffsräume herangeführt. Im Raum Treviso – Mestre marschierten das XXV. (7. und 33. Division) und das XXVI. Korps (11. und 13. Division) hinter der 3. Armee auf. Das XII. Korps (27. und 37. Division) blieb bei Custoza stehen, das XXII. Korps (57. und 60. Division) wurde nach Castelfranco und Marostica vorverlegt. Das XXX. Korps (47. und 50. Division) wurde bei Montebelluna hinter der am Montello-Abschnitt eingesetzten 8. Armee bereitgestellt. Die italienische Heeresleitung verfügte zudem über weitere acht Divisionen, die zwar direkt bei den Armeen eingeteilt waren, jedoch zur Verfügung des Oberkommandos blieben.

## Fehlplanungen der Österreicher

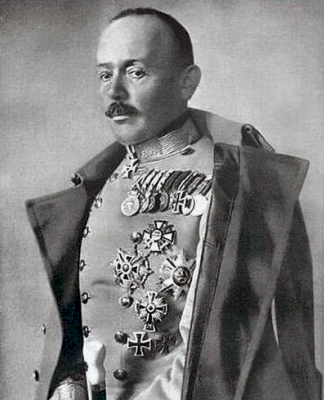
Feldmarschall Svetozar Boroević

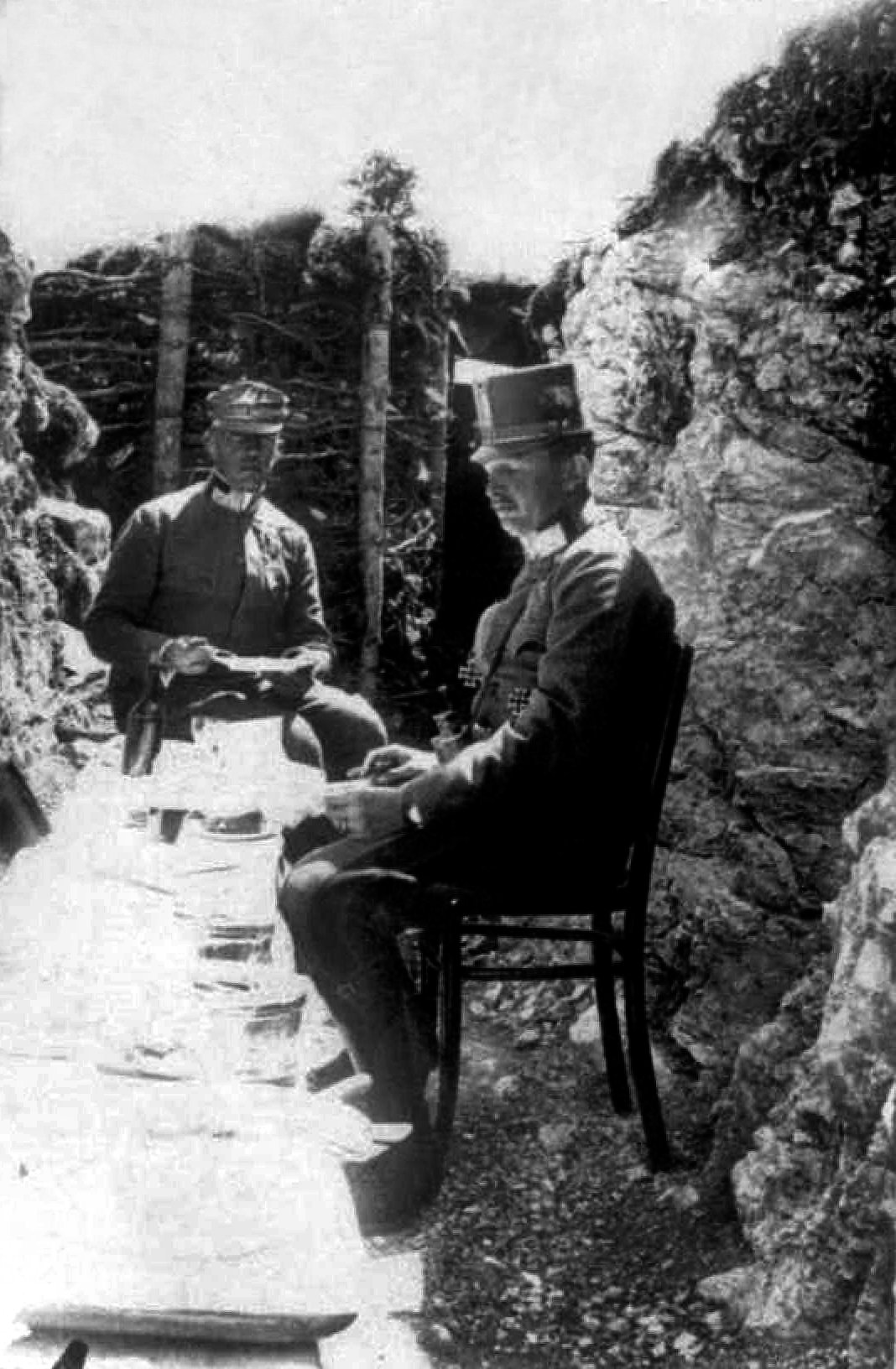
Kaiser Karl und Alfred von Waldstätten

Feldmarschall Boroević von Bojna rechnete realistischerweise nicht mehr mit einem Angriffssieg. Er sah die durch die Offensive 1917 von 384 auf 140 Kilometer verkürzte Abwehrfront als Maximum des Erreichbaren und wollte lieber in der Defensivstellung den Ausgang der Entscheidung an der Westfront abwarten. Erst als das Armeeoberkommando in Baden bei Wien festlegte, dass der Großangriff noch vor Sommer zu führen wäre, versuchte Boroević durchzusetzen, dass das Schwergewicht des Angriffes am Piave, also in seinem Befehlsbereich liegen sollte. Gegen ihn plädierte der Chef der Operationsabteilung im k.u.k. Generalstab, Generalmajor von Waldstätten, für eine Offensive mit geballter Kraft zwischen Brenta und Piave auf Bassano. Hier war ein Stoß ohne Überschreitung schwerer Tiefenlinien möglich. Gleichzeitig sollte die Heeresgruppe Boroević einen Angriff beiderseits der Bahn Oderzo – Treviso führen.
Um die Pläne noch zu erweitern, wurde auch Feldmarschall Conrad von Hötzendorf, der Befehlshaber der Heeresgruppe Tirol, am 11. April zur Aussprache mit Kaiser Karl I. nach Baden geladen. Conrad konnte den Kaiser dazu überreden, die Richtlinien der Südtiroloffensive von 1916 zu wiederholen und zusätzlich einen Stoß über die Südtiroler Hochfläche anzusetzen. Der willensschwache Kaiser, anfänglich strikt gegen die Wiederholung der Angriffe über das Plateau von Sieben Gemeinden, ließ sich aber von Conrad dennoch dazu überreden. Am 23. April legte auch Feldmarschall Boroević seinen Operationsentwurf vor, dieser sah den Hauptangriff im Bereich der Isonzoarmee über Oderzo mit Stoßrichtung auf Treviso vor. Der Kräftebedarf sah dafür im Zusammenwirken mit der rechts anschließenden 6. Armee insgesamt 23 Divisionen vor. Kaiser Karl, der Conrads Wünsche bereits zugestanden hatte, brachte nicht die Courage auf, die Pläne des Feldmarschall der anderen Heeresgruppe abzusagen, und bewilligte daher beide Stoßrichtungen. Für ein solches Unterfangen waren die vorhandenen Angriffskräfte jedoch längst nicht mehr ausreichend. Am 5. Mai bestätigte das Armeeoberkommando unter dem Chef des Generalstabes, Generaloberst Arz von Straußenburg, die Angriffsoperationen beider Heeresgruppen, welche die Zersplitterung der Angriffsmacht auf 120 Kilometer Front in Kauf nahm.
Der für den 15. Juni festgelegten Offensive sollte am 13. Juni ein zusätzlicher Ablenkungsangriff am Tonalepass vorangehen, dem Korps des Feldmarschallleutnant Metzger (Abschnitt AOK 10) wurde das Vordringen bis auf die Höhe von Edolo angewiesen. Am 15. Juni hatten beide Heeresgruppen ihre großräumig geplante Zangenoperation gleichzeitig zu starten. Die 11. Armee sollte zwischen der Astico und dem Piave mit allen sechs Korps angreifen, der Schwerpunkt wurde gemäß dem Willen Conrads über die Höhen der Sieben Gemeinden nach Süden angesetzt. Die Linie Schio, Thiene, Breganze, Marostica, Bassano, Asolo bis Cornuda war für die ersten beiden Angriffstage als Ziel festgelegt. Die Waldzone südlich der gegnerischen Hauptkampflinie sollte in einem Zug bis zum Austritt aus dem Gebirge in die Tiefebene überwunden werden, wenn man nicht wie 1916 wieder mitten im Angriff stecken bleiben wollte.
Die Heeresgruppe Boroević sollte gleichzeitig starten und mit ihrer Mitte an der Piavefront in Richtung Treviso durchbrechen. Der Isonzoarmee wurde die Linie Postioma-Paese-Preganziol zugewiesen. Dem rechten Flügel der Heeresgruppe der k.u.k 6. Armee war anfangs nur der Begleitangriff gegen das Montello-Plateau zugedacht, während der äußerste linke Flügel bei San Donà nur sporadisch demonstrieren sollte und sich auf die Defensive zu beschränken hatte.

## Beteiligte Truppenkörper der Gegner

### Österreich-Ungarn
Oberbefehlshaber: Generaloberst Arthur Arz von Straußenburg

#### Heeresgruppe Conrad

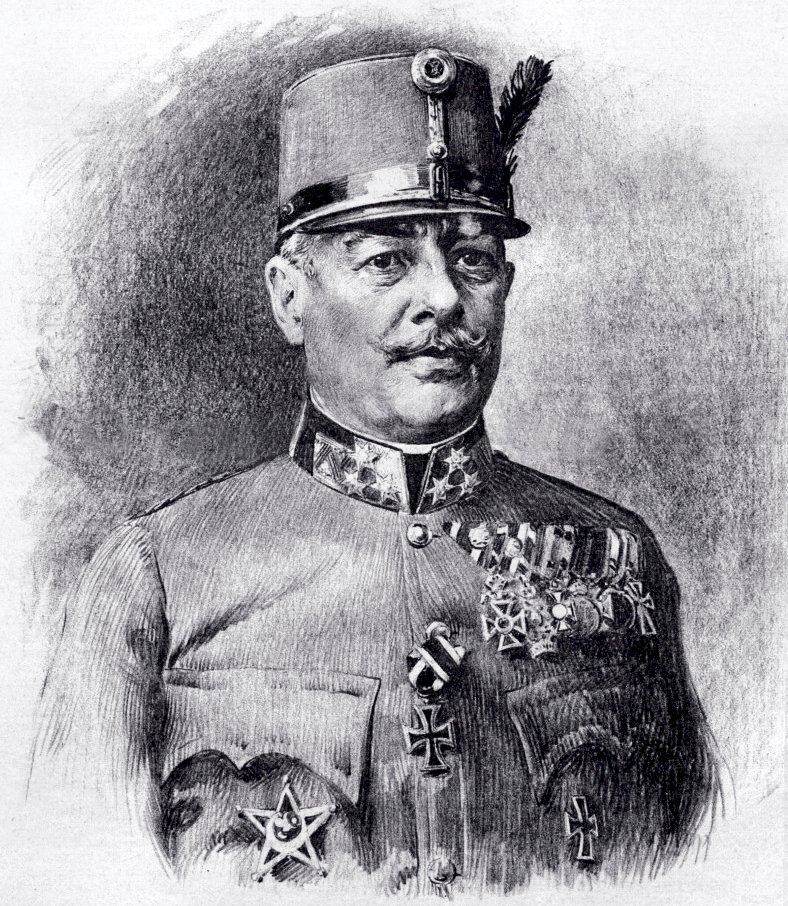
Viktor von Scheuchenstuel

10. Armee unter Feldmarschall Alexander von Krobatin
- Gruppe Erzherzog Peter Ferdinand: 1. und 22. Division, 163. und 164. Brigade
- XX. Korps unter Gen. der Inf. Franz Kalser von Maasfeld: 49. Division und Gruppe von Schiesser
- XXI. Korps unter Gen. der Inf. Kasimir von Lütgendorf: 19. und 56. Division, 3. Kavallerie-Division
- XIV. Korps unter Gen. der Inf. Ignaz Verdroß: Kaiserjäger-Division, 159. Brigade, Edelweiss-Division (letztere diente am 15. Juni als Reserve des VI. Korps)

11. Armee unter Generaloberst Viktor von Scheuchenstuel
- III. Korps unter Generaloberst Hugo Martiny: 6., 28. und 52. Division, 6. Kavallerie-Division
- XIII. Korps unter Gen. der Inf. Friedrich Csanády: 5. und 16. Division, 38., 42. und 74. Honved-Division
- Reserve: 27. und 38. Division, 10. Kavallerie-Division
- VI. Korps unter Gen. der Inf. Ernst Kletter: 18., 39. und 53. Infanterie-Division, 26. Schützen-Division
- XXVI. Korps unter Gen. der Inf. Ernst Horsetzky: 27. und 32. Division, 4. Kavallerie-Division
- I. Korps unter Gen. der Inf. Ferdinand Kosak: 60. und 55. Division
- XV. Korps unter Gen. der Inf. Karl Scotti: 48. und 50. Division, 20. Honved-Division

#### Heeresgruppe Boroević

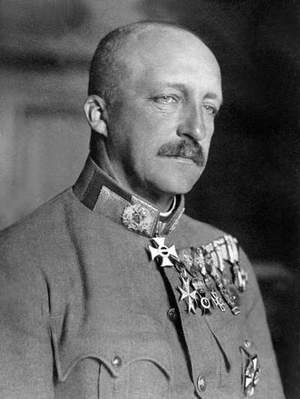
Generaloberst Erzherzog Joseph

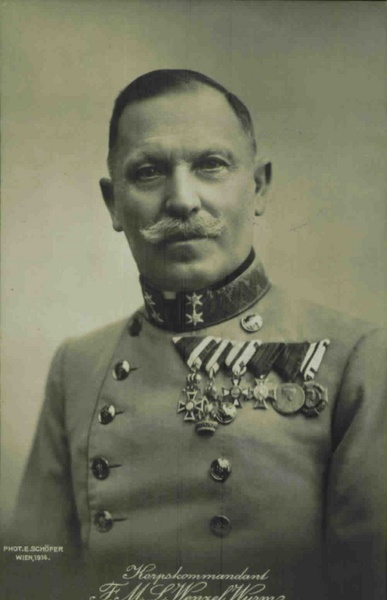
Generaloberst Wenzel von Wurm

6. Armee unter Generaloberst Erzherzog Joseph
- II. Korps, Gen. der Inf. Rudolf Krauss: 8. und 11. Kavalleriedivision
- XXIV. Korps unter Gen. der Inf. Goiginger: 13., 17., 31. Infanterie-Division

5. Isonzo-Armee unter Generaloberst Wenzel von Wurm
- XVI. Korps unter Gen. der Inf. Rudolf Králíček: 33., 56. und 58. Infanterie-Division
- IV. Korps unter Gen. der Kavallerie Fürst Schönburg-Hartenstein: 29., 64. und 80. Division
- Reserve: 9., 35., 51. und 61. Division, 12. Schützen-Kavalleriedivision
- VII. Korps unter Gen. der Inf. Georg Schariczer von Rény: 14., 24. und 44. Division, 9. Kavallerie-Division
- XXIII. Korps unter Gen. der Inf. Maximilian Csicserics: 10., 12. und 57. Division, 1. Kavallerie-Division

### Italien und Verbündete
Oberbefehlshaber: General Armando Diaz

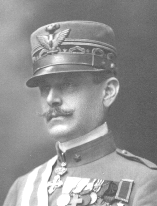
Generalleutnant Gaetano Giardino

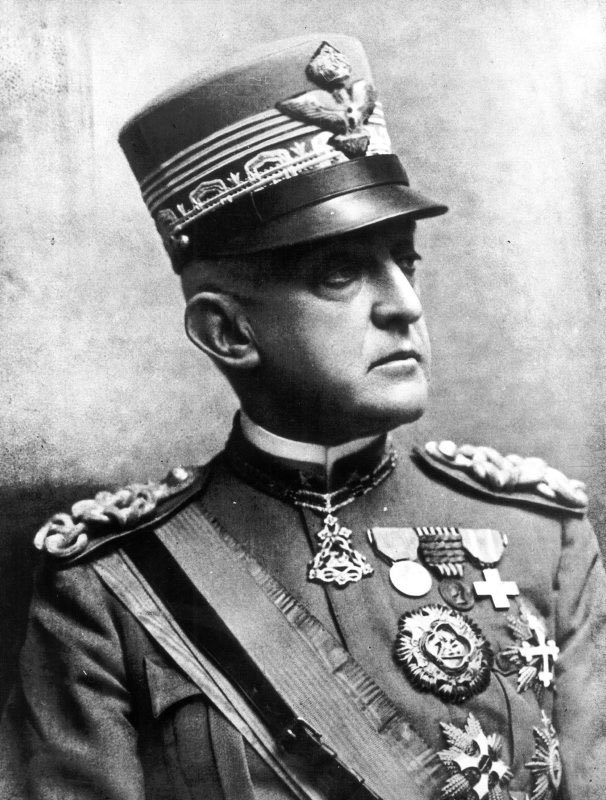
Der Herzog von Aosta, Oberbefehlshaber der italienischen 3. Armee

6. Armee unter Generalleutnant Luca Montuori
- X. Korps: General Giovanni Cattaneo (12. Division)
- XIV. (engl.) Korps: Generalleutnant Earl of Cavan (7., 23. und 48. Division)
- XII. (franz.) Korps: General Jean-César Graziani (23. und 24. Division)
- XIII. Korps: General Ugo Sani (14. und 28. Division)
- XX. Korps: General Giuseppe Francesco Ferrari (2. und 10. Division)
- Reserve: 52. Gebirgs- und 54. Infanterie-Division

4. Armee Generalleutnant Gaetano Giardino
- IX. Korps: General Emilio De Bono (17. und 18. Division)
- VI. Korps: General Luigi Lombardi (15. und 59. Division)
- XVIII. Korps: General Luigi Basso (1. und 56. Division)
- I. Korps: General Donato Etna (24. und 70. Division)
- Reserve: 65., 67. und 68. Division

8. Armee Generalleutnant Giuseppe Pennella
- XXVII. Korps: General Antonino Di Giorgio (51. und 66. Division)
- XXX. Korps: General Umberto Montanari (47. und 50. Division)
- VIII. Korps. General Asclepia Gandolfo (48. und 58. Division)
- Reserve: 13. und 64. Division

3. Armee General Herzog von Aosta
- XI. Korps: General Giuseppe Paolini (31. und 45. Division)
- XXVIII. Korps: General Giovanni Croce (25. und 53. Division)
- XXIII. Korps: General Emilio Sailer (4. und 61. Division)
- Kav. Korps. General Vittorio von Savoia-Aosta, Graf von Turin (1., 2. und 4. Kavallerie-Division)
- Reserve: 23. Division

Hauptreserve: 9. Armee Generalleutnant Paolo Morrone
- Corpo d`Assalto: General Francesco Grazioli (tschechoslowakische Legion, Sturm-Division)
- XXII. Korps: General Giuseppe Vaccari (57. und 60. Division)
- XXV. Korps: General Eduardo Ravazza (7. und 33. Division)
- XXVI. Korps: General Vittorio Luigi Alfieri (11. und 13. Division)
- XII. Korps: (27. und 37. Division)

## Die Schlacht
Am 13. Juni misslang das Unternehmen Lawine, der Ablenkungsangriff der Gruppe des FML Metzger am Tonalepass, vollständig. Eingesetzte Kräfte waren die 1. Infanterie-Division am linken Flügel in Richtung auf Edolo und die 22. Schützen-Division am rechten Flügel nach Bormio. Die Österreicher mussten sich auf die Ausgangsstellung zurückziehen. Das schlechte Omen verhinderte aber nicht die geplante Durchführung der Offensive an der Piave.

### 15. Juni

#### Angriff auf der Hochfläche der Sieben Gemeinden und am Monte Grappa
Am 15. Juni gegen 3.00 Uhr begann an der ganzen Angriffsfront die österreichische Artillerie mit dem Vorbereitungsfeuer. Während im Abschnitt der Isonzoarmee die gegnerische Artillerie niederkämpft werden konnte, gelang dies bei der 11. Armee nicht. Um 7:00 Uhr früh begann die 11. Armee mit acht Divisionen Infanterie (etwa 95.000 Mann) südlich und östlich von Asiago auf der Hochfläche der Sieben Gemeinden mit dem Sturmangriff. bereits am Nachmittag lief dieser Angriff überall fest und am Abend musste man auf die Ausgangsstellung zurückweichen. Der Angriff des XXVI. Korps am Grappa-Massiv unter General der Infanterie Horsetzky eroberte kurzfristig den Col Moschin. Der Sturm gegen den Monte Asolone schlug jedoch ebenso fehl wie jener des XV. Korps am Monte Spinuccia. Der von der Heeresleitung schon befürchtete Durchbruch durch ein Nachstoßen der Italiener blieb aus und hätte die gesamte Offensive gleich am ersten Tag zum Desaster werden lassen. Nach dem Festrennen der Schlacht auf der Hochfläche der Sieben Gemeinden und im Gebiet östlich davon am Grappa-Abschnitt war die großangelegte „Schlacht in Venetien“ jetzt nur mehr auf die gleichzeitig geführte Durchbruchsschlacht über den Strom, eben auf die Schlacht an der Piave reduziert.

#### Angriff über den Piave
Die Piaveschlacht war derweil an den Brennpunkten Quero-Alano-Segusino-San Vito-Santa Luca-Falze di Piave-Mina-Priula-Tonon-Papadopoli-San Dona-Vecchio-Bressanin-Piavemündung bei Cavarzuccherina entbrannt. Die eingesetzten Birago-Pontons der k.u.k. Traintruppe waren aus drei Teilen zusammengesetzt und mussten von den Soldaten während des einsetzenden Artilleriefeuers des Gegners mühsam auf das andere Ufer gerudert werden. Die mittleren Korps (Gruppe Schönburg und Schariczer, welche den Hauptstoß führten) konnten sich am rechten Piaveufer festsetzen, während das rechte Flügelkorps (Gruppe Cicserics) nach dem Übergang vorerst im Abwehrfeuer des vier Kilometer tiefen Verteidigungssystem der italienischen 3. Armee festlief. Das IV. und VII. Korps der Isonzoarmee (Generaloberst von Wurm) konnten im Abstand von 15 Kilometer Breite beiderseits Ponte di Piave jeweils einen Brückenkopf errichten.
Der rechte Flügel der Isozoarmee, das XVI. Korps unter General Kralicek, kam derweil nicht über den Fluss. General der Infanterie Kralicek sollte der Übergang vom Südteil der Papadopoli-Insel und den ihr vorgelagerten kleineren Inseln zwischen den Linien Salettuol – Maserada erreichen, scheiterte aber bei Cimadolmo und nördlicher bei Nervesa. Die dazu bestimmte 58. Division (FML von Zeidler) und 33. Division (FML von Iwanski) scheiterten beim Übergang der Insel Papadopoli. Allein die Verluste der 58. Division betrugen 66 Offiziere und 1849 Mann. Der größte Erfolg des ersten Tages gelang aber im Abschnitt der 6. Armee beim XXIV. Korps des FML Goiginger. Die 13. und 17. Division waren bereits im Schutze der Dunkelheit über den Piave gegangen und hatten bis 6:15 Uhr früh die italienischen Uferstellungen vollständig genommen. Bis zum Ende des Tages war auch der Osthang und der Nordhang des Plateaus trotz starker italienischer Gegenwehr erstürmt.
Am 15. Juni wurden im Montellogebiet nur die italienische 48. Division als Verstärkung ins Gefecht geworfen. Der italienischen 8. Armee wurde hingegen die 13. und 50. Division zugewiesen, die 3. Armee erhielt die 33. Division. An den untere Piave gingen die 7. und 11. Division ab, zwischen Treviso und Padua wurden die 22. und 37. Division herangeführt, welche aus dem Bereich der 1. Armee abgegeben wurden. Das XXII. Korps und die Divisionen 11., 33. und 47. wurden für den Fall eines österreichischen Durchbruches im Hinterland belassen. Am 16. Juni wurde die 3. Armee um drei weitere Divisionen – 7., 11. und Sturmdivision – verstärkt.

### 16. Juni
Bei der k.u.k. 6. Armee missglückte ein Übergangsversuch der 31. Division (FML Lieb) bei Falzè. Die am Vortag am jenseitigen Ufer zurückgebliebenen Kampftruppen waren schon zur neugeschlagenen Kriegsbrücke bei Villa Jacur gerückt. Im Abschnitt der 17. Division wurde während der Nacht auf den 16. Juni die knapp vor ihrer Fertigstellung stehende Kriegsbrücke durch einen sinkenden Ponton auseinandergerissen. Dem an der Adria liegenden k.u.k. XXIII. Korps unter General Csicserics, das eigentlich als Flügelkorps nur unterstützen sollte, gelang es den Brückenkopf bei Dona di Piave auf 8 km Breite und 4 km Tiefe zu erweitern, mehrere tausend Gefangene und 37 Geschütze wurden eingebracht. Die italienische Heeresleitung wies das XXII. Korps bei Asolo in Alarmbereitschaft und erwog sogar bei Bassano die Sturmdivision gegen Rosà in Marsch zu setzen, um etwaigen durchbrechenden Gegnern in der Ebene entgegenzutreten. Die italienische 3. Armee konnte den Gegner zwar aufhalten, das Oberkommando setzte aber bewusst noch keine Gegenaktion durch die bereitgestellten Reserve, um die gegnerischen Kräfte zuvor noch weiter zu schwächen.

### 17. Juni
An diesem Tag blieben den am Südufer übergesetzten zehn k.u.k. Divisionen nur achteinhalb italienische Divisionen gegenübergestellt. Das k.u.k. XXIV. Korps erkämpfte weiteren Raumgewinn am Montello, es kam hier trotzdem noch nicht zum Einsatz der italienischen Eingreifdivisionen.

### 18. Juni
Am unteren Piave erreichten die Österreicher einen taktischen Erfolg, indem die beiden gebildeten Brückenköpfe des k.u.k. IV. und VII. Korps bei Ponte und San Dona zu einem einzigen vereinigt wurden, der jetzt fast 20 Kilometer breit und 4 Kilometer tief war. Plötzliche nächtliche Regengüsse im Gebirge hatte derweil den Piave anschwellen lassen, die gegen den Brückenkopf eingeschossene italienische Artillerie zermürbte zusätzlich. Die Versorgung der übergesetzten K.u.k. Truppen wurde wegen des Hochwassers immer schwieriger. Auf den möglich gewesenen Gegenangriff hatten die Italiener wieder verzichtet. Unterdessen marschierte das italienische XII. Korps westlich von Treviso auf, man verschob die 21., 27. und 29. Division mit der Bahn in den Raum nördlich von Padua. Zudem verstärkte man die 8. Armee mit Artillerie und die 3. Armee mit einer Brigade. Dem italienischen Oberkommando verblieben aus der Hauptreserve noch weitere acht Infanterie- und drei Kavalleriedivisionen zur freien Verfügung.

### 19. Juni
An diesem Tag setzte die italienische Heeresleitung endlich einen stärkeren Gegenangriff der 8. Armee mit sieben Divisionen am Montello an. Dazu wurden auch das XXII. Korps, die 47. Division und drei weitere Sturmbataillone miteinbezogen. Auch der starke Einsatz italienischer Bomben- und Schlachtflieger, denen sich österreichische Jagdflieger entgegenwarfen, konnte die Verteidigung am Montello nicht wieder vom Hang hinunterdrängen. Bei der italienischen 3. Armee wurde die 22. Division in die Hauptkampflinie eingeführt. Im Hinterland wurde die 37. Division nach Treviso, die 54. Division nach Campo San Pietro und die 52. Division nach Asolo vorgezogen.

### Rückzugsbefehl für die Österreicher
Am 20. Juni rangen am Südufer des Piave 14 österreichische gegen 28 italienische Divisionen. Das im Glauben an den siegreichen Ausgang erschütterte k.u.k. Oberkommando ließ die sinnlos gewordenen Angriffe einstellen. Seit der italienischen Gegenoffensive vom Vortag war der Heeresleitung klar geworden, dass die italienische Abwehrkraft nirgends geschwächt war. Boroević erteilte den notwendigen Rückzugsbefehl aller übergesetzten Einheiten, zudem machte das Hochwasser am Piave eine ausreichende Versorgung der Truppen in den Brückenköpfen nicht mehr möglich. Nur am Montello-Rücken wurde vorerst weitergekämpft, das XXIV. Korps hatte seit Beginn der Offensive insgesamt 84 Geschütze eingebracht und 12.000 Gefangene gemacht. Obwohl die Italiener in diesem Abschnitt noch mit der 24. Division verstärkt wurden, gelang es ihnen nicht den gegnerischen Brückenkopf einzudrücken.

### 21. Juni
Der 21. Juni verging ohne besondere Kampfhandlung, den k.u.k. Truppen wurde sogar die Zeit gelassen, den schwierigen Flussübergang beim Rückzug durchzuführen. Die Räumung des Montello wurde von den Österreichern am 21. Juni fast unbemerkt ab 19 Uhr durchgeführt. Obwohl die Italiener infolge des gegnerischen Rückzuges die Lage richtig einschätzten, fasste General Diaz den Entschluss, von einem weiteren Angriff abzusehen. Es genügte, dem unvermeidlichen Rückzug des Gegners durch Verstärkung des wirksamen Artilleriefeuers schwere Verluste zuzufügen und die eigene Truppe zu schonen. Bei der italienischen 3. Armee wurden sogar einige Divisionen wieder aus der Front gezogen, so dass am 22. Juni nur mehr sechs Divisionen in der Hauptkampflinie lagen.

## Folgen
Der Krieg war mit dieser Niederlage für die Österreicher de facto verloren, man wartete noch hoffnungsvoll die Ereignisse an der Westfront ab und ging derweil in vollständige Defensive über. Die Niederlage brachte so schwere Verluste, dass an eine weitere Offensive in diesem Jahr nicht mehr gedacht werden konnte, man konnte froh sein, die Stellungen halten zu können. Die Verluste der siebentägigen Piaveschlacht waren mit fast 117.000 Mann höher als jene bei der Elften Isonzoschlacht, obwohl diese doppelt so lange andauerte, und betrugen 11.643 Mann an Toten, 80.852 Verwundete sowie 25.527 Gefangene. Zu diesen Verlusten kamen noch etwa 24.500 Erkrankte, so dass die Gesamtverluste annähernd 142.200 Soldaten betragen haben sollen. Das Vertrauen des Offizierskorps an die höhere Führung hatte stark gelitten, die Moral der Truppen war angeschlagen.
Karl I. entzog Feldmarschall Conrad am 14. Juli das Oberkommando über die Heeresgruppe in Tirol, welches jetzt an Erzherzog Joseph übertragen wurde. Die Führung der 6. Armee wurde am 16. Juli dem Fürsten von Schönburg-Hartenstein anvertraut.